# ناحیه ماند، شهرستان افینگهام، ایلینوی
ناحیه ماند، شهرستان افینگهام، ایلینوی (به انگلیسی: Mound Township) یک منطقهٔ مسکونی در ایالات متحده آمریکا است که در شهرستان افینگهام، ایلینوی واقع شده‌است. ناحیه ماند ۳٬۶۴۸ نفر جمعیت دارد و ۱۹۳ متر بالاتر از سطح دریا واقع شده‌است.